# A Little South of Sanity
| 전문가 평가          | 전문가 평가 |
| 평가 점수            | 평가 점수   |
| 출처                 | 점수        |
| -------------------- | ----------- |
| AllMusic             | [ 1 ]       |
| Entertainment Weekly | B           |
| NME                  | (4/10)      |
| Rolling Stone        | [ 4 ]       |

《A Little South of Sanity》는 1998년 10월 20일, 게펀 레코드가 발매한 미국의 하드 록 밴드 에어로스미스의 라이브 음반이다. 두 장의 디스크로 구성된 이 음반은 1997년에 시작되어 라이브 음반 발매 당시 여전히 진행 중이던 Nine Lives Tour와 1993년부터 1994년까지 투어 중이었던 Get a Grip Tour에서 밴드가 녹음한 것을 특징으로 한다.
이 음반은 에어로스미스 음반 중 유일하게 Parental Advisory 스티커를 받은 음반으로, 리드 싱어 스티븐 타일러가 노래 사이에 욕설을 외치고 일부 노래 가사를 더 인종적인 것으로 수정했기 때문이다.

## 제작
1984년 밴드가 재결합한 직후, 그들은 게펀을 위해 여섯 장의 음반을 제작하기로 계약을 맺었다. 이 스튜디오 발매 중 세 장인 《Done with Mirrors》, 《Permanent Vacation》, 《Pump》는 에어로스미스가 1991년 컬럼비아 레코드와 계약을 맺기 전에 완성되었다. 이 계약은 게펀에 대한 에어로스미스의 의무가 이행될 때까지 효력이 발생하지 않을 예정이었지만 1993년 음반 《Get a Grip》이 발매된 후 밴드는 이 레이블을 위한 또 다른 스튜디오 음반을 작곡하지 않았다. 대신, 그들의 게펀 시대의 히트곡 모음집인 《Big Ones》가 만들어졌고 에어로스미스가 컬럼비아로 가면서 라이브 음반에 대한 계획이 구상되었다.

## 커버 아트
영화 제작자 패트릭 코놀리는 그가 영감을 주었다고 주장했고 음반 커버에 묘사되었다. 십대 때, 에어로스미스의 드러머 조이 크레이머의 페라리가 급유 중 불이 났을 때 코놀리는 크레이머의 주유소 직원이었다. 사고 당시 조이 크레이머는 화재가 패트릭 코놀리의 잘못이라고 확신했다. 코놀리는 1998년 10월에 발매된 이 음반의 커버가 십대 코놀리와 닮은 가스 승무원의 이미지를 담고 있다고 주장한다. 그는 이 음반 커버 삽화가 1998년 7월 15일 사건에 대해 자신을 조롱하기 위해 의도된 것이라고 확신한다. 화재는 이후 차량 가스탱크의 연료관 결함으로 밝혀졌다.

## 곡 목록
| #   | 제목                                       | 작사·작곡                         | 재생 시간 |
| --- | ------------------------------------------ | --------------------------------- | --------- |
| 1.  | 〈Eat the Rich〉                           | 스티븐 타일러, 조 페리, 짐 발란스 | 5:14      |
| 2.  | 〈Love in an Elevator〉                    | 타일러, 페리                      | 5:56      |
| 3.  | 〈Falling in Love (Is Hard on the Knees)〉 | 타일러, 페리, 글렌 발라드         | 3:20      |
| 4.  | 〈Same Old Song and Dance〉                | 타일러, 페리                      | 5:58      |
| 5.  | 〈Hole in My Soul〉                        | 타일러, 페리, 데스몬드 차일드     | 5:40      |
| 6.  | 〈Monkey on My Back〉                      | 타일러, 페리                      | 4:08      |
| 7.  | 〈Livin' on the Edge〉                     | 타일러, 페리, 마크 허드슨         | 5:24      |
| 8.  | 〈Cryin'〉                                 | 타일러, 페리, 테일러 로데스       | 5:11      |
| 9.  | 〈Rag Doll〉                               | 타일러, 페리, 발란스, 홀리 나이트 | 4:14      |
| 10. | 〈Angel〉                                  | 타일러, 차일드                    | 5:35      |
| 11. | 〈Janie's Got a Gun〉                      | 타일러, 톰 해밀턴                 | 5:07      |
| 12. | 〈Amazing〉                                | 타일러, 리처드 수파               | 5:23      |

| #   | 제목                         | 작사·작곡                                                   | 재생 시간 |
| --- | ---------------------------- | ----------------------------------------------------------- | --------- |
| 1.  | 〈Back in the Saddle〉       | 타일러, 페리                                                | 6:11      |
| 2.  | 〈Last Child〉               | 타일러, 브래드 휫퍼드                                       | 5:05      |
| 3.  | 〈The Other Side〉           | 타일러, 발란스, 에디 홀랜드, 브라이언 홀랜드, 라몬트 도지어 | 4:40      |
| 4.  | 〈Walk on Down〉             | 페리                                                        | 3:41      |
| 5.  | 〈Dream On〉                 | 타일러                                                      | 4:51      |
| 6.  | 〈Crazy〉                    | 타일러, 페리, 차일드                                        | 5:45      |
| 7.  | 〈Mama Kin〉                 | 타일러                                                      | 4:12      |
| 8.  | 〈Walk This Way〉            | 타일러, 페리                                                | 4:08      |
| 9.  | 〈Dude (Looks Like a Lady)〉 | 타일러, 페리, 차일드                                        | 4:22      |
| 10. | 〈What It Takes〉            | 타일러, 페리, 차일드                                        | 5:15      |
| 11. | 〈Sweet Emotion〉            | 타일러, 해밀턴                                              | 5:57      |

## 인증
| 국가                                                            | 인증     | 판매량/출하량 |
| --------------------------------------------------------------- | -------- | ------------- |
| 캐나다 (뮤직 캐나다)                                            | 플래티넘 | 100,000^      |
| 일본 (RIAJ)                                                     | 플래티넘 | 200,000^      |
| 영국 (BPI)                                                      | 골드     | 100,000       |
| 미국 (RIAA)                                                     | 플래티넘 | 1,000,000^    |
| ^출하량을 기반으로 한 인증 · 판매량+스트리밍을 기반으로 한 인증 |          |               |